# Terry und die Piraten
Terry und die Piraten (englisch: Terry and the Pirates) ist der bekannteste Comicstrip des US-amerikanischen Comiczeichners Milton Caniff. Die Geschichten um einen Jungen und seinen erwachsenen Begleiter erschienen von 1934 bis 1973 in zahlreichen amerikanischen Tageszeitungen. Caniff hielt die Serie bis zum Ende des Jahres 1946, bevor er sie aufgrund der für ihn unbefriedigenden Rechtesituation aufgab.

## Entstehung und Handlungsrahmen
Der Verleger Joseph Medill Patterson wurde auf Caniffs Comic Dickie Dare aufmerksam und bot ihm an, für Pattersons Unternehmen eine neue Serie zu entwickeln. Schauplatz dieser neuen Serie sollte der Ferne Osten sein. Caniff schlug als Namen des Comics Tommy Tucker vor; dieser wurde aber von Patterson in Terry and the Pirates abgeändert.
Zu Anfang besteht die Rahmenhandlung aus der Suche des jungen Titelhelden Terry Lee, der von dem Journalisten Pat Ryan und den mit übertrieben großen Segelohren dargestellten Chinesen Connie unterstützt wird, nach einer verschollenen Goldmine in Asien. Bei dieser – letzthin erfolglosen – Suche erleben sie zahlreiche Abenteuer und begegnen diversen – auch weiblichen – Bösewichten, von denen die Drachenlady (englisch Dragon Lady) die bekannteste ist. 
Im Lauf des Comics wandelt sich Terry vom eher milchgesichtigen Jungen zum jungen Mann und der Zweite Weltkrieg nimmt spürbaren Einfluss auf die Handlung. So tritt Terry Lee mit dem Strip vom 10. Oktober 1943 der Air Force bei, wird später offiziell Leutnant der amerikanischen Luftwaffe und erhält einen eigenen Dienstausweis mit ordentlich vergebener Registriernummer. Pat Ryan trat mehr und mehr in den Hintergrund und verschwand schließlich, indem er bei der Navy anheuerte. Der als Frauenheld angelegte Charakter Pat Ryan war anfangs der eigentliche Held der Serie. So entspann sich zwischen der Drachenlady und ihm eine heimliche Liebe, die allerdings, da sie widersprechende Moralauffassungen vertraten, unerfüllt blieb.
In den ersten zwei Jahren wurden auf den Sonntagsseiten andere Geschichten erzählt als in den Tagesstrips der Werktage. Erst nach dieser Zeit fand eine Verschmelzung zu einer durchgängigen Geschichte statt. Auch im Erscheinungsbild änderte sich der Comic: Zeichnete Caniff zu Anfang mit der Feder, so benutzte er später den Pinsel. Darüber hinaus verwandte er Stilmittel, wie sie aus der Filmindustrie bekannt waren, beispielsweise Perspektivwechsel und harte Schnitte.

## Veröffentlichung
Der erste Strip von Terry and the Pirates erschien am 22. Oktober 1934, die erste Sonntagsseite am 9. Dezember 1934. Diese Serie wurde von Caniff bis Ende 1946 gehalten und bis 1973 von George Wunder, der unter anderem von Frank Springer, Russ Heath, Lee Elias und George Evans unterstützt wurde, fortgesetzt. Während des Zweiten Weltkrieges zeichnete Caniff parallel zu Terry and the Pirates ausschließlich in Soldatenzeitungen den Ableger Burma (Titelheldin war die Freundin Pat Ryans), der aber nach relativ kurzer Zeit auf Wunsch der Rechteinhaber eingestellt wurde und durch die Serie Male Call ersetzt wurde. Am 28. Dezember 1946 erschien der letzte von Caniff gezeichnete Strip, da er den Arbeitgeber wechselte. Er begründete die Loslösung damit, dass bei einer Fortsetzung seine künstlerische Freiheit eingeschränkt gewesen wäre. Nach der Abgabe von Terry and the Pirates schuf Caniff den Comic Steve Canyon, an dem er im Gegensatz zu Terry and the Pirates die Rechte behielt. Terry and the Pirates wurde, nachdem Wunder über 26 Jahre für den Comic verantwortlich war, am 23. Februar 1973 plötzlich eingestellt. Zu diesem Zeitpunkt hatten ungefähr 100 der bis dato rund 300 Zeitungen, die den Strip abonniert hatten, die Verträge nicht verlängert.
Mit der Buchreihe Comics – Weltbekannte Zeichenserien versuchte der Carlsen Verlag zu Beginn der 1970er Jahre, auch Auszüge von Terry and the Pirates auf den deutschsprachigen Markt zu bringen, stellte dieses Experiment aber nach wenigen Ausgaben wieder ein. Ursprünglich als Gesamtausgabe angelegt, erschienen Auszüge aus Terry und die Piraten in den Jahren 1985 bis 1987 in vier Alben bei Feest (Übersetzer: Bernd Leibowitz). Auch Carlsen brachte im Jahr 1991 erneut zwei Alben auf den Markt (Übersetzer: Uwe Anton), ein angekündigter dritter Band wurde aber nicht mehr herausgebracht. In den Vereinigten Staaten erschienen sowohl die Tagesstrips als auch die Sonntagsseiten in den 1980er bzw. 1990er Jahren als Gesamtausgaben.
Terry and the Pirates wurde 1940 als Serial mit William Tracy in der Hauptrolle sowie 1953 als mehrteilige Fernsehserie mit John Baer in der Hauptrolle verfilmt.

## Rezeption
Andreas C. Knigge hält Terry and the Pirates für „einen der besten und wichtigsten Abenteuerstrips in der Geschichte der Comics“ und bescheinigt Caniff, dass er „auf eine möglichst vielschichtige Charakterisierung der Figuren“ großen Wert lege. Franco Fossati bezeichnet in Das grosse illustrierte Ehapa-Comic-Lexikon den Comic als „äußerst gelungene Abenteuerserie“. Die pathetische Rede, die Terrys Schulungsleiter zum Abschluss von dessen Ausbildung im Sonntagsstrip vom 17. Oktober 1943 hielt, wurde einen Tag später im Repräsentantenhaus vom republikanischen Abgeordneten Carl Hinshaw verlesen und wurde somit protokolliert. Damit hat Terry and the Pirates als bislang einziger Comic den Einzug in die Archive des amerikanischen Parlaments geschafft.